# Dragoni

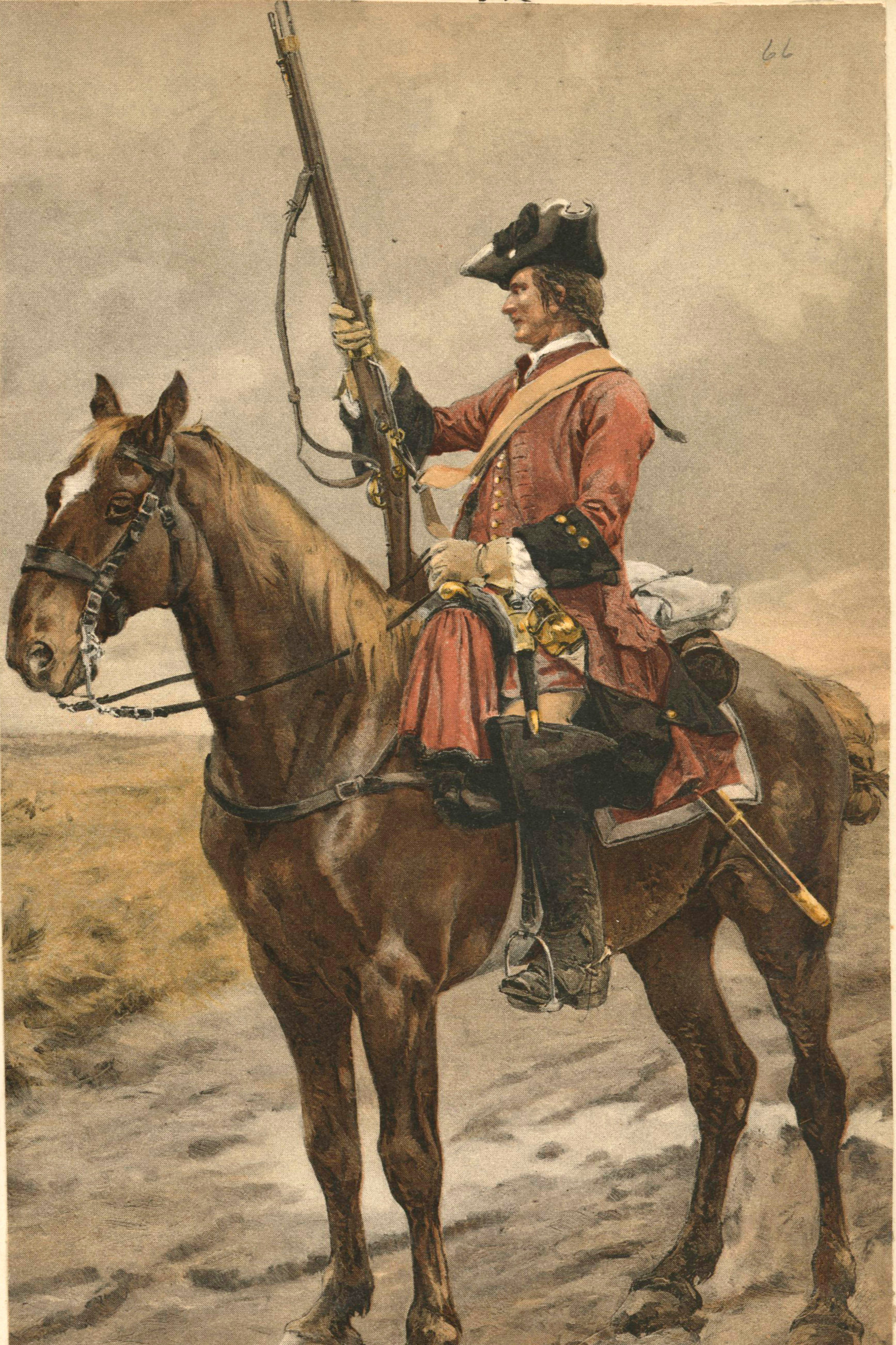
Dragon z XVIII w.

Dragoni – formacja piechoty przemieszczająca się konno ale walcząca pieszo, pierwotnie utworzona we Francji pod koniec XVI wieku, z czasem spopularyzowana w wielu innych państwach. Od XVII-XVIII wieku zaliczana do formacji kawaleryjskich. Uzbrojenie dragonów stanowiła broń strzelecka i biała. 

## Etymologia
Zakłada się, że nazwa formacji miała pochodzić od wizerunku smoka (fr. dragon) umieszczanego na sztandarach pierwszych oddziałów tego rodzaju. Może też wywodzić się od niemieckiego tragen bądź holenderskiego dragen (nosić), co łączyło by się z specyfiką dragonów jako piechoty „(prze)noszonej” na koniach.

## Historia
Pierwsze oddziały dragonów zostały sformowane we Francji przez Henryka IV w końcu XVI wieku. Początkowo była to formacja piechoty, cechująca się wysoką mobilnością dzięki wykorzystaniu do przemieszczania się koni, jednak prowadząca walkę pieszo. Na przełomie XVII i XVIII w. (w Polsce od 1717 r.) dragonów zaczęto zaliczać w poczet jazdy, przy czym zachowano na ich wyposażeniu typowy dla piechoty długi karabin z bagnetem, a szkolenie dalej obejmowało również taktykę walki pieszej. W XVIII w. stała się najliczniejszym rodzajem jazdy (w armii rosyjskiej za panowania Piotra I stanowiła całą regularną kawalerię), stając się formacją pośrednią pomiędzy ciężkimi kirasjerami a lekkimi huzarami i ułanami.

### W Polsce

#### Rzeczpospolita Obojga Narodów
XVII wiek

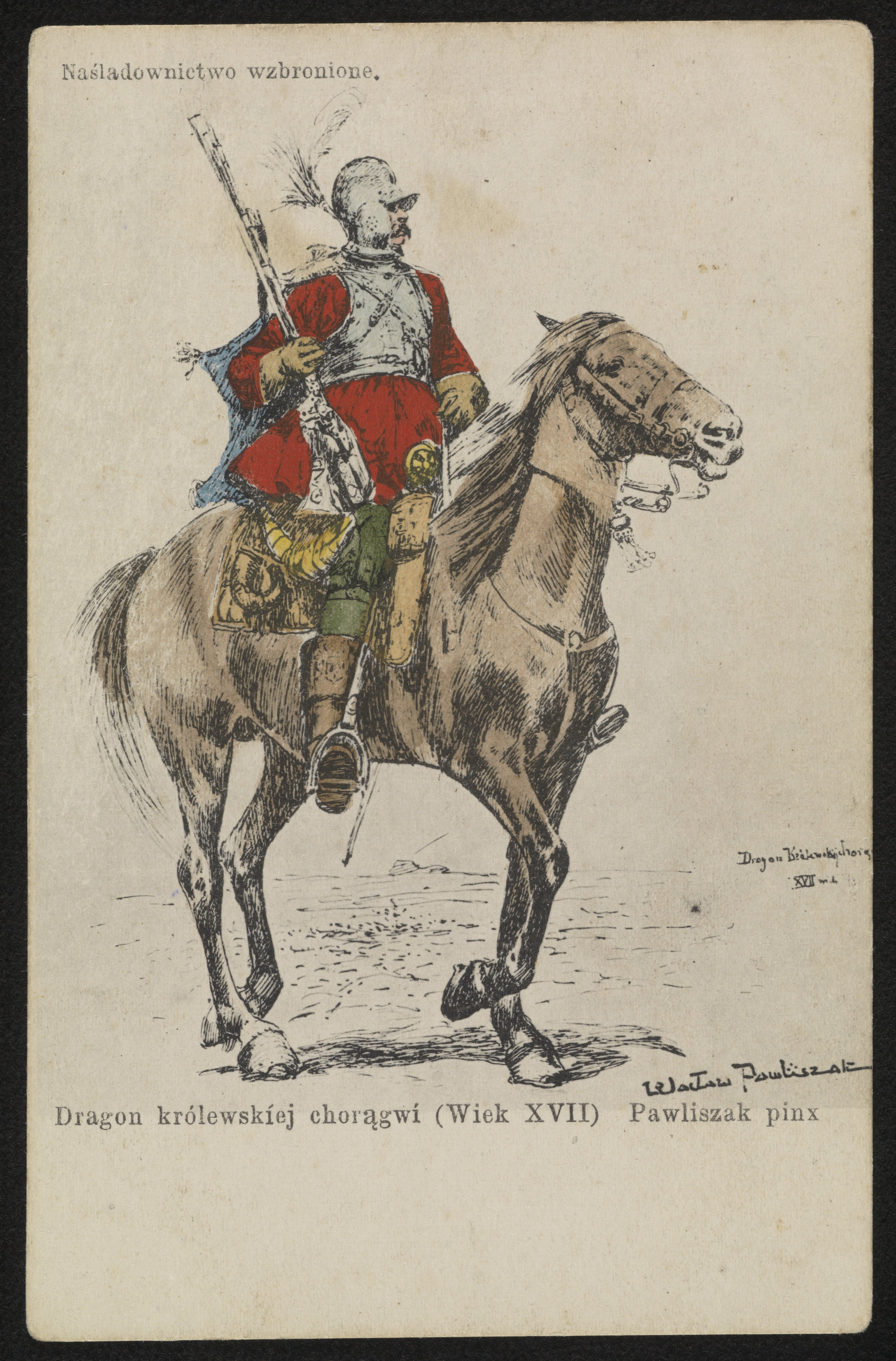
Polski dragon Chorągwi Królewskiej (wiek XVII)

W Rzeczypospolitej Obojga Narodów byli żołnierzami autoramentu cudzoziemskiego. Pierwsza jednostka dragonii pojawiła się w wojskach litewskich w roku 1617. Była to licząca 150 żołnierzy chorągiew dowodzona przez przybyłego z Francji poprzez Kurlandię Gabriela Ceridon.
W XVII w., były to jednostki walczące pieszo, podobnie jak w przypadku zachodnioeuropejskiego pierwowzoru, a uzbrojone w muszkiety, arkebuzy, półhaki, pistolety oraz szable, pałasze bądź rapiery. Najczęściej stosowanym zestawem uzbrojenia był muszkiet lontowy, dwa pistolety kołowe i szabla lub pałasz. Natomiast jako rodzaj lekkiego stroju ochronnego, mniej więcej od początku lat 40. XVII w. noszono kolety. Dragonów organizowano w samodzielne chorągwie (niekiedy nazywane kompaniami), skwadrony (nie należy mylić ze szwadronami) lub regimenty.
W armii koronnej pierwszą znaną nam jednostką dragonii była najemna chorągiew Seja, licząca 200 ludzi, wynajęta w roku 1618 na kampanię moskiewską królewicza Władysława.
Od połowy XVII w. dragonia stanowiła około połowy całości sił zbrojnych Rzeczypospolitej. Jej liczba rosła od lat 20. XVII w. wraz ze zwiększaniem się potrzeby używania na polu walki jednostek dysponujących dużą siłą ognia – w 1649 r. dragonia stanowiła 22,5% armii litewskiej, w 1650 roku 24%, a w 1661 roku dragoni stanowili już 40% całej armii litewskiej.
Szczególny typ dragonów stanowili semeni umundurowani na wzór Kozaków niżowych.
XVIII wiek
Od XVIII w. dragońskie pułki Straży Przedniej były najbardziej wartościowymi formacjami kawaleryjskimi armii Rzeczypospolitej, utrzymując porządek na terenie kraju oraz walcząc przede wszystkim z buntującymi się Kozakami ukraińskimi, tzw. hajdamakami. Po likwidacji podziału na autoramenty oraz reorganizacji armii Rzeczypospolitej po I rozbiorze Polski (1772) dragońskie pułki Straży Przedniej przekształcono w pułki tzw. przedniej straży.
Istniał też gwardyjski regiment dragonii – Regiment Gwardii Konnej Koronnej. Nazywano ich potocznie dragonami mirowskimi. Wraz z upadkiem insurekcji kościuszkowskiej skończyła się historia dragonii w armii polskiej.
Regimenty dragonów koronnych:
- Regiment Gwardii Konnej Koronnej
- Regiment Konny im. Królowej
- Regiment Konny im. Królewicza
- Regiment Konny Buławy Wielkiej Koronnej
- Regiment Konny Buławy Polnej Koronnej

Regimenty dragonów litewskich:
- Regiment Gwardii Konnej Wielkiego Księstwa Litewskiego
- Regiment Dragonów Królewicza Imci Wielkiego Księstwa Litewskiego
- Regiment Konny Buławy Wielkiej Litewskiej
- Regiment Konny Buławy Polnej Litewskiej

#### PSZ na Zachodzie
W latach 1942–1947, w wielkich jednostkach pancernych Polskich Sił Zbrojnych na Zachodzie, organizowanych na podstawie brytyjskich etatów wojennych, nazwę dragonów nosiły pododdziały piechoty, które przemieszczając się i walcząc na transporterach opancerzonych bezpośrednio wspierały pododdziały czołgów. Należały do nich:
- 10 Pułk Dragonów w składzie 10 Brygady Kawalerii Pancernej 1 Dywizji Pancernej,
- 16 Pułk Dragonów w składzie 16 Samodzielnej Brygady Pancernej.

Nie zdołano zorganizować oddziału dragonów w składzie 14 Wielkopolskiej Brygady Pancernej, mimo że niektórzy autorzy (Witold Biegański, Cezary Leżeński) błędnie informowali o istnieniu 14 Pułku Dragonów.
Według Tadeusza Jeziorowskiego we wrześniu 1945 r. płk Władysław Bobiński, dowódca 14 BPanc. zaproponował gen. dyw. Władysławowi Andersowi nazwanie nowego oddziału 55 Poznańskim Batalionem Motorowym.
Rolę dragonów w 2 Brygadzie Pancernej 2 Warszawskiej Dywizji Pancernej pełnił 2 Batalion Komandosów Zmotoryzowanych.

### W Cesarstwie Niemieckim

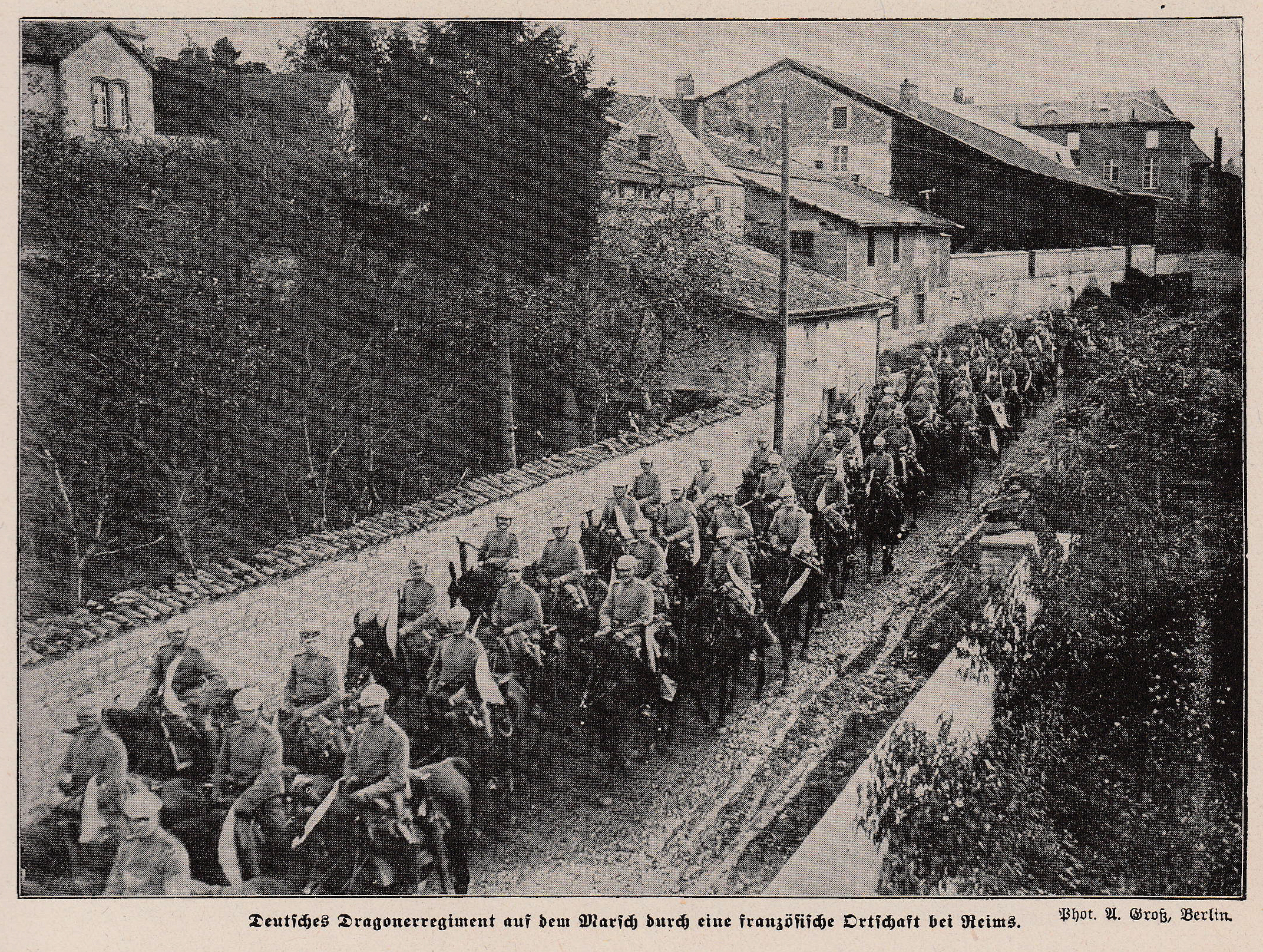
Niemieccy dragoni w czasie I wojny światowej

Dragoni niemieccy pierwotnie mieli służyć jako piechota przemieszczająca się konno. W okresie I wojny światowej w armii Cesarstwa Niemieckiego istniało 38 pułków dragonów, w tym  26 pruskich, 9 pruskich rezerwowych, oraz 3 wirtemberskie. Od 30 grudnia 1916 9 pułków przeorganizowano w spieszone pułki kawalerii. W listopadzie 1917 zreorganizowano pułki dragonów. Pozostało jedynie 29 pułków konnych. W kolejnych miesiącach rozwiązano 3 pułki rezerwowe.
Umundurowanie
Żołnierze 28 regularnych pułków dragonów nosili wysokie pikielhauby M1860 z czarnej skóry, w stylu piechoty, z gładkim pokrowcem M1892. Dragońskie czapki polowe miały wypustkę korony i otok w barwach pułkowych. Oficerowie nosili kurtkę M1910, a pozostali M1908. Kurtka miała wypustki oraz podkładki naramienników w barwach pułkowych. W jedenastu pułkach noszono guziki pozłacane z matowego mosiądzu. Oficerowie sześciu pułków gwardyjskich nosili podwójne srebrne belki gwardyjskie na prostokątnych błękitnych patkach kołnierzowych z wypustką pułkową; żołnierze mieli belki białe z czerwonymi prześwitami oraz belki na mankietach wraz z wypustką w barwie pułkowej u dołu mankietu. Płaszcz oficerski M1903 miał kołnierz w barwach pułkowych, a żołnierski M1909 – patki w barwach pułkowych.